# Tommy Hilfiger
Thomas Jacob Hilfiger, detto Tommy (Elmira, 24 marzo 1951), è uno stilista statunitense, noto per avere creato la casa di moda Tommy Hilfiger. Dopo aver iniziato la sua carriera co-fondando una catena di negozi di jeans, moda chiamata People's Place nello stato di New York negli anni '70, ha iniziato a disegnare abiti preppy per la sua omonima linea di abbigliamento maschile negli anni '80. L'azienda in seguito si espanse nell'abbigliamento femminile e vari articoli di lusso come i profumi e divenne pubblica nel 1992.
Le collezioni di Hilfiger sono spesso influenzate dalla moda delle sottoculture musicali e commercializzate in connessione con l'industria musicale, con celebrità come l'artista R&B americana Aaliyah negli anni '90. Nel 2005, i concorrenti del reality show della CBS, The Cut hanno gareggiato per un lavoro di design con Hilfiger in modo simile a The Apprentice. Nel 2006, Hilfiger ha venduto la sua azienda per $1,6 miliardi ad Apax Partners, che successivamente l'ha venduta nel 2010 a Phillips-Van Heusen per $3 miliardi. Rimane il designer principale dell'azienda, guidando i team di progettazione e supervisionando l'intero processo creativo. Nel 2012, Hilfiger ha ricevuto il Geoffrey Beene Lifetime Achievement Award dal Council of Fashion Designers of America.

## Biografia

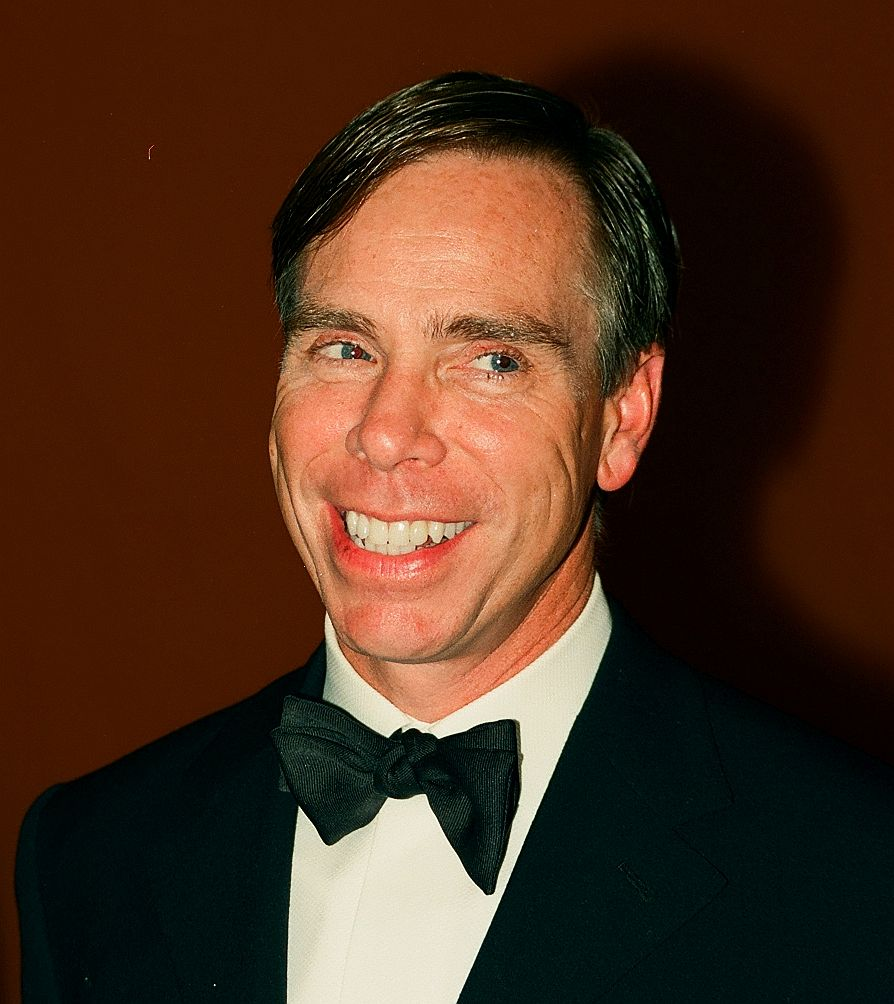
Tommy Hilfiger nel 1996

Hilfiger nasce il 24 marzo 1951 ad Elmira, un piccolo paese alla periferia di New York; Tommy è il secondo dei nove fratelli Hilfiger, una famiglia irlandese cattolica. Nel 1969, mentre frequenta la Elmira Free Academy, inizia con un capitale di 150 dollari e venti paia di jeans la sua carriera di vendita al minuto. Diplomatosi, preferisce non proseguire gli studi, ma continuare la strada intrapresa nel mondo della moda lavorando nei magazzini Brown's, filiale di un negozio di New York, dove inizia a disegnare capi "ad personam", soprattutto jeans e pantaloni a zampa di elefante, seguendo le richieste e i desideri dei suoi clienti.
In breve tempo apre un negozio nel centro di Elmira, che chiama People's Place; sebbene fosse diventato un negozio di culto, soprattutto fra i giovani, che ospitava frequentemente DJ Contest e musica dal vivo, spesso molte persone gironzolavano senza comprare niente. Con l'apertura del centro commerciale Arnot Mall, il traffico commerciale si sposta a Horseheads, e molti negozi del centro di Elmira chiudono i battenti. Fra le vittime anche il People's Place: era il 1976 quando il negozio dichiara bancarotta dopo sette anni di attività, e nel luogo ove sorgeva sarà in seguito costruita la First Arena, stadio della squadra di hockey su ghiaccio locale, gli Elmira Jackals Hockey team.
Hilfiger continua a disegnare abiti per i dieci negozi che ha sparsi nella parte settentrionale dello stato di New York, e nel 1979 Hilfiger si trasferisce con sua moglie Susie, dalla quale ora è separato, a New York City. Nonostante riceva offerte di lavoro come assistente designer da stilisti come Calvin Klein e Perry Ellis, e nonostante i guai finanziari, rifiuta le proposte per perseguire obiettivi più grandiosi; riesce a sfondare nel 1985, quando presenta la sua prima sfilata firmata e da allora i prodotti Hilfiger invadono il mercato.
Hilfiger è ormai uno stilista affermato in tutto il mondo, e nel 1998 ospita la cantante Aaliyah al suo Fashion Show in Giamaica. Nel 2000 segnali di crisi: per la prima volta le vendite scendono e viene deciso un rebranding. Nel 2002 la CBS, un canale televisivo americano, trasmette un reality show, The Cut, in cui sedici concorrenti si sfidano per un posto di designer nell'azienda di Tommy Hilfiger; alla fine vince Chris Cortez.
Nel 2006 Hilfiger ha uno scontro col cantante dei Guns N' Roses, Axl Rose, al Plumm, un locale di New York. Da quanto si dice, lo stilista, brillo, accusa e spintona il cantante per aver rovesciato i drink della compagna, Dee Ocleppo, prima di essere trascinato via sbraitante dalle sue guardie del corpo. Il proprietario del locale, Noel Ashman, dirà: "Axl è stato un gentiluomo ed ha avuto il buonsenso di non rispondere alle provocazioni sapendo che avrebbe potuto procurare gravi danni ad Hilfiger". Più tardi quella notte, Rose dedicherà la canzone You're Crazy ("tu sei pazzo") al "Mio buon amico Tommy Hilfiger".

Il marchio della Tommy Hilfiger

Nel 2007 Hilfiger vende la sua attività per 1,6 miliardi di dollari, 16,80 $ ad azione, alla Apax Partners, una società di investimenti privata. Nel marzo 2010 nuova vendita: l'azienda è acquisita per 3 miliardi di dollari da Phillips Van Heusen, proprietario di Calvin Klein.
Nel marzo 2010, Phillips-Van Heusen, proprietario di Calvin Klein e Izod, ha acquistato il marchio Tommy Hilfiger da Apax Partners per 3 miliardi di dollari. La campagna pubblicitaria online e in negozio di Tommy Hilfiger chiamata "Meet The Hilfigers" è iniziata nell'agosto 2010 e si è protratta fino all'agosto 2011. Nel 2011, Hilfiger e un partner hanno firmato un contratto per acquistare Metropolitan Life della compagnia di assicurazioni per $170 milioni, che prevede di trasformarlo nel primo hotel di Hilfiger, con condomini di lusso. Hilfiger ha ritirato il progetto nel settembre 2011. È stato un giudice ospite nel finale di Project Runway: All Stars insieme a Ken Downing nel 2012, poco dopo è stato consulente di moda per i concorrenti nella stagione 11 di American Idol.
Hilfiger è stato determinante nella creazione della Marc Anthony Collection nel 2012, poiché Marc Anthony non era mai stato interessato al settore della moda fino a quando Hilfiger non lo ha chiamato e lo ha convinto che una linea valeva la pena. Nel 2012, Hilfiger ha ricevuto il Geoffrey Beene Lifetime Achievement Award dal Council of Fashion Designers of America. Le vendite globali nella vendita al dettaglio per il marchio nel 2013 sono state di 6,4 miliardi di dollari, e 6,7 miliardi di dollari nel 2014. Hilfiger rimane il designer principale dell'azienda, guidando i team di progettazione e supervisionando l'intero processo creativo. Nel 2016 ha collaborato con la modella Gigi Hadid sui modelli di abbigliamento lanciando la collezione di abbigliamento TommyXGigi. L'8 febbraio 2017, il marchio terrà la sua sfilata prêt-à-porter a Los Angeles, per la prima volta il marchio non farà parte della New York Fashion Week.

## Vita privata
La sua compagna attuale è l'ex moglie di Gianni Ocleppo, Dee; ha quattro figli, di cui una, Ally, ha partecipato al reality Show di MTV Rich Girls, mentre un altro figlio canta con lo pseudonimo di Rich Hil, per l'etichetta Hip Hop del famoso producer Swizz Beatz Full Surface.

## Premi
Nel 1995 gli venne assegnato il premio Menswear Designer dell'anno, ricevuto dal CFDA (Council of Fashion Designers of America), e del VH1, nella manifestazione From the Catwalk to the Sidewalk. Nel 1998 si accresce il palmarès dello stilista con il premio Progettista dell'anno, offertogli dalla Parson School of Design di New York City, e nel 2002 la rivista GQ lo insigna in Germania del titolo International Designer of the Year.

## Filantropia

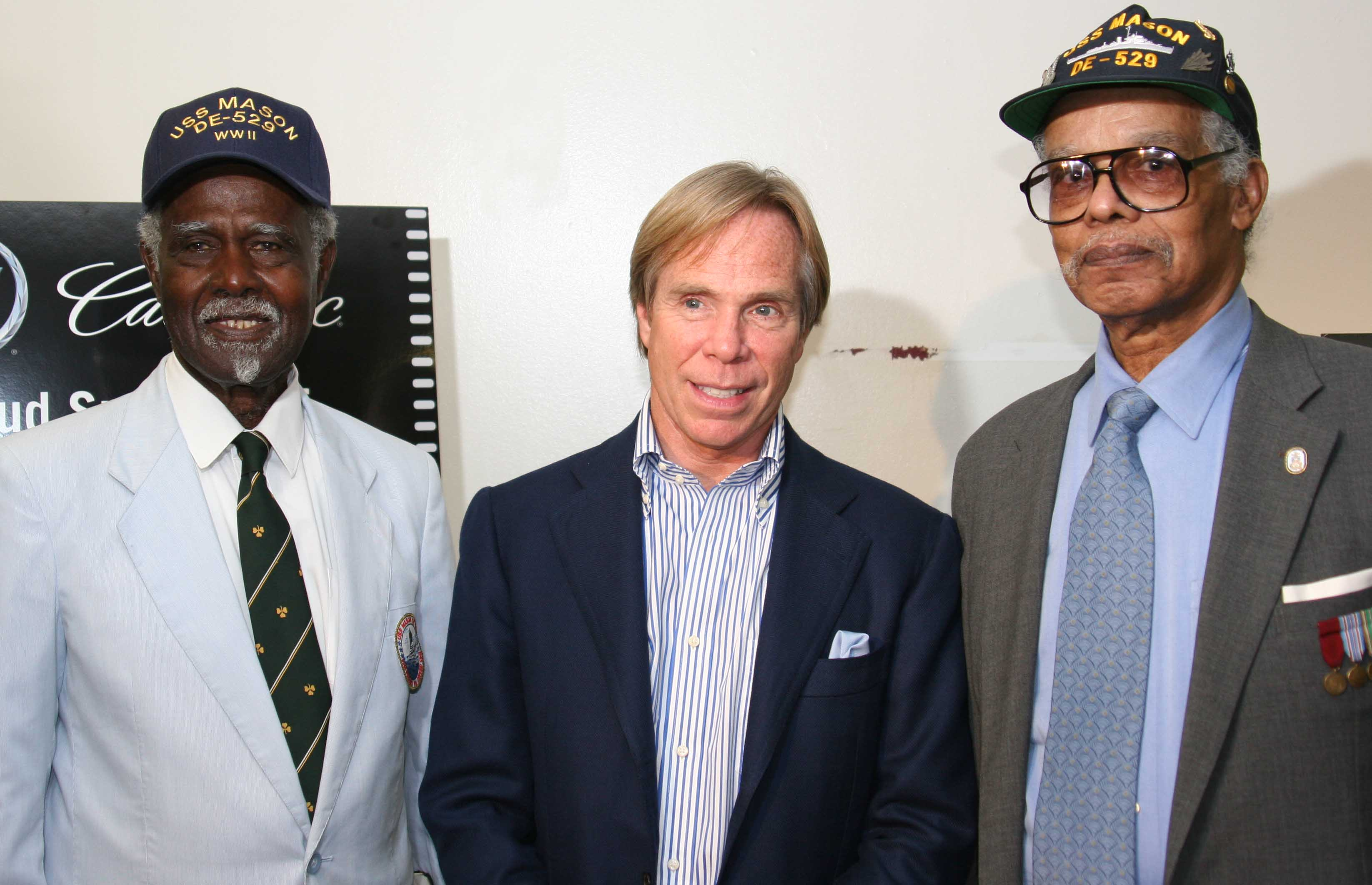
Veterani della Seconda Guerra Mondiale, Petty Officer 1ª classe Lorenzo A. DUFAU, un ex segnalatore, e Petty Officer 2ª classe James W. Graham della USS Mason, con Tommy Hilfiger durante la proiezione di Orgoglioso presso l'Apollo Theater nel 2005

Nel 1995 Tommy Hilfiger fonda il Tommy Hilfiger Corporate Foundation, una fondazione benefica con scopi di benessere culturale e fisico per i giovani statunitensi, grazie alla quale la D.A.R.E. (Drug Abuse Resistance Education) lo onora nel 2002 con la sua più alta onorificenza Il futuro dell'America, per i suoi sforzi in favore dei giovani.
Hilfiger è attivamente impegnato in importanti attività di carità e volontariato quali: Washington D.C. Martin Luther King Jr. National Memorial Project Foundation e la lega Anti-Diffamazione.

## Opere
- Tutti americani, Universo, 1997 ISBN 978-0789300508
- con Anna Kasabian, Stile del New England, Rizzoli, 2003 ISBN 978-0847825837
- New England: icone, influenze e ispirazioni dal Nordest americano, Rizzoli, 2004 ISBN 978-0847826612
- Hilfiger, Assouline, 2010 ISBN 978-2759403134
- con George Lois, America iconica: un giro sulle montagne russe attraverso il panorama mozzafiato della cultura pop americana, 2011, Rizzoli ISBN 978-0789324054
- con Peter Knobler, American Dreamer: My Life in Fashion & Business, Libri di Ballantine, 2016 ISBN 978-1101886212